# Imre Csáky
Imre Csáky (Castello di Spiš, 28 ottobre 1672 – Oradea, 28 agosto 1732) è stato un cardinale e arcivescovo cattolico ungherese.

## Biografia
Nacque da una famiglia nobile e facoltosa: il padre era il conte István. Fu destinato fin da fanciullo alla carriera ecclesiastica. Il 2 marzo 1682 fu nominato abate onorario di Kereki. Studiò al Collegio dei Gesuiti di Košice, fino al 1688. Dopo aver frequentato la scuola capitolare, proseguì gli studi a Vienna al Collegium Pazmanianum, dove si laureò nel 1693 e quindi al Collegio Germanico-Ungarico di Roma, dove il 5 settembre 1695 ottenne il dottorato in teologia. Nel 1693 era stato nominato canonico del capitolo cattedrale di Eger, il 18 dicembre 1694 aveva ricevuto il diaconato ed era ritornato in Ungheria nel giugno del 1695.
Fu ordinato presbitero il 1º maggio 1696 e destinato al servizio pastorale della città di Košice. Nel 1699 si trasferì a Vienna come membro del consiglio incaricato di risolvere gli affari delle contee. Il 30 giugno 1701 fu nominato consigliere regio e l'anno successivo vicecancelliere della corte reale. L'8 agosto 1702 ottenne il posto di canonico di Strigonio e lasciò quello nel capitolo di Eger, in cui era in conflitto con il prevosto.
Il 25 giugno 1703 fu eletto vescovo di Gran Varadino e fu consacrato il 5 agosto dello stesso anno per le mani di Franz Anton von Harrach zu Rorau, arcivescovo di Salisburgo. Partecipò all'Assemblea Nazionale Annuale di Presburgo nel 1708. Nel 1710 divenne prevosto della collegiata di San Martino a Presburgo.
Il 19 novembre 1714 fu promosso arcivescovo di Kalocsa, ritenendo l'amministrazione della diocesi di Gran Varadino e la prepositura di Presburgo. Ricevette il pallio il 4 febbraio 1715. Kalocsa usciva allora da una secolare dominazione ottomana, che era coincisa con il declino dell'arcidiocesi. Fu lui a progettare e ad incominciare la costruzione in forme barocche della cattedrale. Fu anche amministratore apostolico della diocesi di Eger.
Nel concistoro del 12 luglio 1717 papa Clemente XI lo creò cardinale in pectore. Fu pubblicato il 1º ottobre dello stesso anno. Partecipò al conclave del 1721 che elesse papa Innocenzo XIII. Il 16 giugno 1721 ricevette il titolo cardinalizio di Sant'Eusebio. Non partecipò né al conclave del 1724, né al conclave del 1730.
Nel 1718 aveva redatto un elenco delle terme del Regno d'Ungheria.
Morì al castello di Szálkapuszta (oggi parte di Oradea col nome Salca), che aveva fatto erigere presso Gran Varadino, e fu sepolto a Debrecen nella chiesa di Sant'Anna, che aveva fondato.

## Genealogia episcopale e successione apostolica
La genealogia episcopale è:
- Cardinale Guillaume d'Estouteville, O.S.B.Clun.
- Papa Sisto IV
- Papa Giulio II
- Cardinale Raffaele Sansone Riario
- Papa Leone X
- Papa Paolo III
- Cardinale Francesco Pisani
- Cardinale Alfonso Gesualdo
- Papa Clemente VIII
- Cardinale Pietro Aldobrandini
- Cardinale Laudivio Zacchia
- Cardinale Antonio Barberini, O.F.M.Cap.
- Cardinale Marcantonio Franciotti
- Papa Innocenzo XII
- Cardinale Leopold Karl von Kollonitsch
- Cardinale Johann Philipp von Lamberg
- Arcivescovo Franz Anton von Harrach zu Rorau
- Cardinale Imre Csáky

La successione apostolica è:
- Vescovo Wilhelm Franz Johann Bertrand von Nesselrode (1711)